# Ali Doelman-Pel
Alida (Ali) Doelman-Pel (Dordrecht, 9 september 1932 – Emmen, 20 februari 2020) was een Nederlands politicus. Ze was van 1986 tot 1998 namens het CDA lid van de Tweede Kamer der Staten-Generaal. Aanvankelijk was ze lid van de ARP.

## Loopbaan
Ali Doelman-Pel was van protestanten huize en ging na de mulo-a in Dordrecht naar de christelijke hbs-b in dezelfde plaats. Hierna volgde ze een hbo-opleiding maatschappelijk werk aan het Centraal Instituut voor Christelijke Sociale Arbeid tot 1959.
Doelman-Pel ging tijdens haar opleiding aan de slag als groepsleidster bij een kindertehuis en werkte van 1956 tot 1960 als maatschappelijk werkster bij de Raad voor de Kinderbescherming in Rotterdam en van 1960 tot 1962 bij het Bureau voor Levens- en Gezinsmoeilijkheden in Den Haag. In 1969 werd ze lid van de ARP. Sinds 1970 was ze op provinciaal niveau bestuurlijk betrokken bij de ARP en in 1974 werd ze in de gemeenteraad van Hoogezand-Sappemeer gekozen. In 1978 werd ze daarnaast fractievoorzitter van de CDA-gemeenteraadsfractie en lid van Provinciale Staten van Groningen, wat ze bleef tot ze in 1982 werd benoemd tot wethouder sociale zaken, minderheden en ouderenbeleid in Hoogezand-Sappemeer. Het gemeenteraadslidmaatschap en wethouderschap legde ze neer toen ze in 1986 namens het CDA lid werd van de Tweede Kamer.
Doelman-Pel werd gezien als een bescheiden en rustig Kamerlid, dat op de achtergrond opereerde. In de Kamer fungeerde ze als woordvoerder sociale zekerheid, armoedebestrijding, kinderopvang, adoptie en jeugdhulpverlening van de CDA-Tweede Kamerfractie. Zij hield zich ook bezig met minderhedenbeleid (arbeidsdeelname), luchtvaart en emancipatie. Van 1989 tot 1994 was ze voorzitter van de vaste commissie voor Sociale Zaken en Werkgelegenheid. Van 1990 tot 1997 was ze lid van het Presidium, waarvan de eerste vier jaar als derde ondervoorzitter en de jaren erna als vijfde ondervoorzitter. Als presidiumlid zette zij zich in voor betere ondersteuning van fracties.
Ze was fractiesecretaris en penningmeester (1990-1997) en daarna vicefractievoorzitter (1997-1998). In 1996 wenste een deel (45 stemmen) van de Kamer haar als voorzitter, maar het CDA gaf de voorkeur aan oud-fractievoorzitter Piet Bukman (die 85 stemmen behaalde). Bij het verlaten van het parlement op 18 mei 1998 werd Doelman-Pel benoemd tot ridder in de Orde van Oranje-Nassau.
- Parlement.com: vg09llo4kuxl